# Fadogia caespitosa
Fadogia caespitosa är en måreväxtart som beskrevs av Robyns. Fadogia caespitosa ingår i släktet Fadogia och familjen måreväxter. Inga underarter finns listade i Catalogue of Life.